# 1342 Brabantia
1342 Brabantia (1935 CV) là một tiểu hành tinh vành đai chính được phát hiện ngày 13 tháng 2 năm 1935 bởi Van Gent, H. ở Johannesburg (LS).